# Atherigona oryzae
Atherigona oryzae är en tvåvingeart som beskrevs av Malloch 1925. Atherigona oryzae ingår i släktet Atherigona och familjen husflugor. Inga underarter finns listade i Catalogue of Life.